# Raffaele Maffei
Raffaele Maffei (17 de febrer de 1451, Roma - 25 de gener de 1522, Volterra) fou un humanista, historiador, enciclopedista i teòleg italià.

## Biografia
Tot i que alguns apunten que va néixer a Volterra (Toscana), Maffei nasqué a Roma, on la seva família emigrà més tard el 1466 quan el seu pare fou nomenat secretari del papa Pius II, càrrec que conservà també sota Pau II i Sixt IV. El 1477 acompanyà a Hongria el cardenal Lluís d'Aragó en una missió que exigia entrevistar-se amb Maties Corví. Havent estat dissuadit de fer-se franciscà per Gaspare da Firenze, es casà i tornà a Volterra per establir-s'hi. Passà la resta de la seva vida consagrat a l'estudi i a la seva pròpia casa establí una acadèmia en què feia conferències sobres filosofia i teologia. Molt devot i pietós, fundà el convent de l'Orde de les Germanes Pobres de Santa Clara a Volterra.
Deixà, sota el títol de Commentariorum urbanorum Libri octo et triginta una enciclopèdia en trenta-vuit llibres, dels quals els dotze primers tracten sobre geografia, els onze següents de biografies i els últims sobre totes les ciències de l'època, en especial sobre filologia. Es tracta, doncs, d'una distinció entre geografia, antropologia i filologia. Aquesta enciclopèdia tingué un gran èxit (s'imprimí en vuit ocasions fins al 1603). La seva estructura més detallada consta d'un primer llibre amb la taula de contingut i un índex per classes; els llibres 2-12, geografia; 13-23 vides dels homes il·lustres, dels quals els papes ocupen el llibre vint-i-dos i els emperadors el vint-i-tres; els llibres 24-27 tracten sobre animals i plantes; el 28 sobre metalls, gemmes, pedres, cases i altres objectes inanimats; el 34 sobre gramàtica i retòrica; el 35 sobre matemàtiques, aritmètica, geometria, òptica, catòptrica, astronomia i astrologia; i del 36 al 38 sobre obres d'Aristòtil.
La seva enciclopèdia contribuí a integrar en la recerca de coneixements uns dominis altrament considerats com secundaris per l'Església, com la geografia i les biografies. Publicada per primer cop a Roma el 1506, aquest gruixut in-folio de 844 pàgines fou reimprès a París el 1526.
Les vides dels papes Sixt IV, Innocenci VIII, Alexandre VI i Pius III foren publicades per separat (Venècia, 1518), preses dels Commentarii i en elles Maffei hi ataca implacablement la vida desordenada de la cort romana. A Volterra hi escrigué a més compendis de filosofia i de teologia: De christiana institutione i De philosophia prima (Roma, 1518). Traduí del grec al llatí l'Odissea d'Homer, l' Oeconomicus de Xenofont, la Guerra gòtica de Procopi, Sermones et Tractatus de Sant Basili, alguns sermons de Joan Damascè i de Sant Andreu de Creta. També escrigué el Vita B. Jacobi de Certaldo.